# Lacaena spectabilis
Lacaena spectabilis es una especie  de orquídea epifita, originaria de Centroamérica. 

## Descripción
Son orquídeas epífitas que alcanzan un tamaño de hasta 35 cm de alto; con pseudobulbos ovoides, de hasta 7 cm de largo y 4.5 cm de ancho, apicalmente 2- ó 3-foliados. Hojas elípticas, de 25–30 cm de largo y 4–5.5 cm de ancho, agudas o acuminadas, con 3 nervios prominentes en el envés. Inflorescencia hasta 50 cm de largo, con 15–25 flores carnosas, blanquecinas, los sépalos y pétalos manchados de purpúreo pálido especialmente en los ápices y a lo largo de los nervios; sépalos anchamente elípticos, 2.3–3 cm de largo y 1–1.5 cm de ancho, agudos; pétalos oblongo-ovados, 2 cm de largo y 1 cm de ancho, agudos; labelo 2–2.5 cm de largo y hasta 1 cm de ancho, la base angosta e inconspicuamente auriculada a cada lado, los lobos laterales erectos y con ápice redondeado, el lobo medio anchamente cuadrado-ovado, 10 mm de largo y de ancho, unguiculado, la uña angosta, 1.4 mm de largo, glabra, el callo oblongo y densamente pubescente; columna 20 mm de largo, conspicuamente alada; ovario y pedicelo juntos 2.8 cm de largo.

## Distribución
Son grandes orquídeas epifitas que se encuentran en Centroamérica desde México hasta Belice, Guatemala, El Salvador, Honduras, Nicaragua y panamá en el bosque en elevaciones de 1200 a 1650 metros  en taludes empinados o como epífitas sobre los árboles caídos

## Taxonomía
Lacaena spectabilis fue descrito por (Klotzsch) Rchb.f. y publicado en Bonplandia 2(7): 92. 1854.
Etimología
Lacaena; nombre genérico como referencia de la mitología griega a Helena de Troya.
spectabilis: epíteto latíno que significa "notable".
Sinonimia
- Lacaena nicaraguensis L.O.Williams
- Nauenia spectabilis Klotzsch
- Navenia spectabilis Klotzsch ex Benth. & Hook. f.	[5][6]